# Наумов Дмитро Миколайович
Дмитро́ Микола́йович Нау́мов (15 серпня 1983, с. Дар'ївка, Білозерський район, Херсонська область, Українська РСР — 15 липня 2017, с-ще Невельське, Ясинуватський район, Донецька область, Україна) — сержант Збройних сил України, учасник російсько-української війни.

## Біографія
Народився 1983 року у селі Дар'ївка Білозерського району Херсонської області. Навчався в загальноосвітній школі сусіднього села Інгулець Білозерського району. Пройшов строкову військову службу. Протягом 10 років працював в охоронній фірмі.
Під час російської збройної агресії проти України у 2014 році добровольцем пішов на фронт. 30 травня 2016 року підписав контракт.
Сержант, головний сержант 1-го мотопіхотного взводу 2-ї мотопіхотної роти 17-го окремого мотопіхотного батальйону «Кіровоград» 57-ї окремої мотопіхотної бригади, в/ч А4279, м. Олешки, Херсонська область.
15 липня 2017 року близько 12:35, під час обходу позицій у складі групи між взводними опорними пунктами в районі селища Невельське, підірвався на міні МОН-50, зазнавши поранень, що несумісні з життям.
Похований 18 липня на сільському кладовищі у Дар'ївці.
Залишилась дружина Олена і троє синів: Микита, Ілля та Макар, — 2007, 2010 та 2015 років народження.

## Нагороди та вшанування
- Указом Президента України № 12/2018 від 22 січня 2018 року, за особисту мужність і самовіддані дії, виявлені у захисті державного суверенітету та територіальної цілісності України, зразкове виконання військового обов'язку, нагороджений орденом «За мужність» III ступеня (посмертно)[5].
- 26 жовтня 2017 року в Інгулецькій ЗОШ відкрито меморіальну дошку полеглому на війні Дмитру Наумову[6].